# Diócesis de Butare
La diócesis de Butare (en latín: Dioecesis Butarensis, en kiñaruanda: Diyosezi Gatolika ya Butare) es una circunscripción eclesiástica de la Iglesia católica en Ruanda. Se trata de una diócesis latina, sufragánea de la arquidiócesis de Kigali. Desde el 2 de enero de 1997 su obispo es Philippe Rukamba.

## Territorio y organización
La diócesis tiene 1958 km² y extiende su jurisdicción sobre los fieles católicos de rito latino residentes en los distritos de Gisagara, Huye y Nyanza de la provincia Sur.
La sede de la diócesis se encuentra en la ciudad de Butare, en donde se halla la Catedral de Nuestra Señora de la Sabiduría.
En 2020 en la diócesis existían 26 parroquias.

## Historia
La diócesis de Astrida fue erigida el 11 de septiembre de 1961 con la bula Gaudet sancta del papa Juan XXIII, obteniendo el territorio de la arquidiócesis de Kabgayi (hoy diócesis de Kabgayi).
El 12 de noviembre de 1963 cambió su nombre por el de diócesis de Butare.
Originalmente sufragánea de la arquidiócesis de Kabgayi, pasó a formar parte de la provincia eclesiástica de Kigali el 10 de abril de 1976.
El 30 de marzo de 1992 cedió una parte de su territorio para la erección de la diócesis de Gikongoro mediante la bula Tantis quidem del papa Juan Pablo II.

## Estadísticas
Según el Anuario Pontificio 2021 la diócesis tenía a fines de 2020 un total de 661 000 fieles bautizados.
| Año                                                                             | Población            | Población | Población      | Sacerdotes | Sacerdotes    | Sacerdotes    | Bautizados por sacerdote | Diáconos permanentes | Religiosos | Religiosos | Parroquias |
| Año                                                                             | Bautizados católicos | Total     | % de católicos | Total      | Clero secular | Clero regular | Bautizados por sacerdote | Diáconos permanentes | Varones    | Mujeres    | Parroquias |
| ------------------------------------------------------------------------------- | -------------------- | --------- | -------------- | ---------- | ------------- | ------------- | ------------------------ | -------------------- | ---------- | ---------- | ---------- |
| 1969                                                                            | 356 418              | 857 000   | 41.6           | 105        | 48            | 57            | 3394                     |                      | 137        | 273        | 22         |
| 1980                                                                            | 497 696              | 1 092 000 | 45.6           | 116        | 62            | 54            | 4290                     |                      | 125        | 261        | 22         |
| 1990                                                                            | 675 506              | 1 374 445 | 49.1           | 113        | 71            | 42            | 5977                     |                      | 147        | 354        | 24         |
| 1999                                                                            | 402 024              | 631 669   | 63.6           | 101        | 45            | 56            | 3980                     |                      | 96         | 352        | 20         |
| 2000                                                                            | 399 747              | 640 609   | 62.4           | 76         | 57            | 19            | 5259                     |                      | 94         | 359        | 20         |
| 2001                                                                            | 422 697              | 673 446   | 62.8           | 104        | 85            | 19            | 4064                     |                      | 63         | 363        | 20         |
| 2002                                                                            | 441 308              | 715 979   | 61.6           | 104        | 82            | 22            | 4243                     |                      | 77         | 352        | 20         |
| 2003                                                                            | 466 401              | 747 659   | 62.4           | 108        | 85            | 23            | 4318                     |                      | 76         | 386        | 20         |
| 2004                                                                            | 477 100              | 825 032   | 57.8           | 110        | 88            | 22            | 4337                     |                      | 83         | 395        | 21         |
| 2006                                                                            | 474 045              | 848 857   | 55.8           | 125        | 104           | 21            | 3792                     | 2                    | 95         | 408        | 23         |
| 2012                                                                            | 538 000              | 985 000   | 54.6           | 122        | 93            | 29            | 4409                     |                      | 121        | 479        | 25         |
| 2015                                                                            | 586 000              | 1 074 000 | 54.6           | 124        | 97            | 27            | 4725                     |                      | 128        | 511        | 26         |
| 2018                                                                            | 631 680              | 1 157 910 | 54.6           | 135        | 91            | 44            | 4679                     |                      | 120        | 490        | 26         |
| 2020                                                                            | 661 000              | 1 213 000 | 54.5           | 138        | 96            | 42            | 4789                     |                      | 139        | 541        | 26         |
| Fuente: Catholic-Hierarchy, que a su vez toma los datos del Anuario Pontificio. |                      |           |                |            |               |               |                          |                      |            |            |            |

## Episcopologio
- Jean-Baptiste Gahamanyi † (11 de septiembre de 1961-2 de enero de 1997 retirado)
- Philippe Rukamba, desde el 2 de enero de 1997